# Bandeira da Sicília

Bandeira da Sicília

Bandeira do Reino da Sicília

A bandeira da Sicília foi originalmente adoptada em 1282 após um importante evento histórico denominado Vésperas Sicilianas. É caracterizada pelo tríscele (por vezes erroneamente denominado trinacria) ao centro, a cabeça de Medusa e três espigas de trigo. As três pernas dobradas supostamente representam boa sorte e prosperidade.
As cores, representam as cidades de Palermo e Corleone, nessa época uma cidade  agrícola de renome. Palermo e Corleone foram as primeiras duas cidades a formar uma confederação contra o domínio dos Plantageneta. Tornou-se por fim a bandeira oficial da Região Autónoma da Sicília em Janeiro de 2000, após aprovação por uma lei que preconiza o seu uso em edifícios públicos, escolas, câmaras municipais, e outros sítios onde a Sicília possa ser representada.
A bandeira é algo parecida com a bandeira da Ilha de Man, especialmente devido ao uso do tríscele por ambas; actualmente, o tríscele é também amplamente considerado o verdadeiro símbolo da Sicília. O símbolo é também conhecido como trinacria, que também é o antigo nome da Sicília. O nome foi também revitalizado e usado durante o período aragonês do Reino da Sicília, logo após as Vésperas Sicilianas que acabaram com o domínio Plantageneta.